# Arthur von Oettingen
Arthur Joachim von Oettingen (Tartu, 28 marzo 1836 – Bensheim, 5 settembre 1920) è stato un fisico e teorico della musica tedesco.

## Biografia
Era fratello del teologo Alexander von Oettingen (1827–1905) e dell'oftalmologo Georg von Oettingen (1824–1916).
Studiò astronomia e fisica all'Università di Tartu, e proseguì gli studi di fisica a Parigi, nei laboratori di Antoine César Becquerel (1788–1878) e di Henri-Victor Regnault (1810–1878), e successivamente a Berlino nei laboratori di Heinrich Gustav Magnus (1802–1870), Johann Christian Poggendorff (1796–1877) e Heinrich Wilhelm Dove (1803–1879).
Nel 1868 divenne professore a Tartu, dove fondò un osservatorio meteorologico. Nel 1893 si trasferì all'Università di Lipsia, dove rimase fino al 1919 come docente e professore emerito. Nel 1898 e nel 1904 pubblicò il terzo e quarto volume dell'opera di Poggendorff Biographisch-Literarisches Handwörterbuch der exakten Naturwissenschaften.
Fu tra i maggiori sostenitori della teoria musicale nota come "dualismo armonico", poi ripresa dal musicologo Hugo Riemann (1849–1919). Oettingen è anche noto per aver introdotto l'unità di misura dell'intervallo musicale detta "milliottava". Più tardi inventò lo strumento musicale detto '"ortotonofonio", un organo a pompa che utilizza 72 note per ottava, a ulteriore sostegno del dualismo armonico.

## Opere
- Harmoniesystem in dualer Entwicklung, Dorpat 1866.
- Meteorologische Beobachtungen angestellt in Dorpat im Jahre..., Dorpat 1868–1877.
- Über den mathematischen Unterricht in der Schule, Dorpat 1873.
- Elemente des geometrisch-perspektivischen Zeichnens, Leipzig 1901.